# Maurice Koechlin

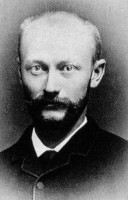
Maurice Koechlin (um 1886)

Maurice Koechlin (* 8. März 1856 in Bühl/Buhl, Elsass; † 14. Januar 1946 in Veytaux, Schweiz) war ein schweizerisch-französischer Ingenieur.

## Leben

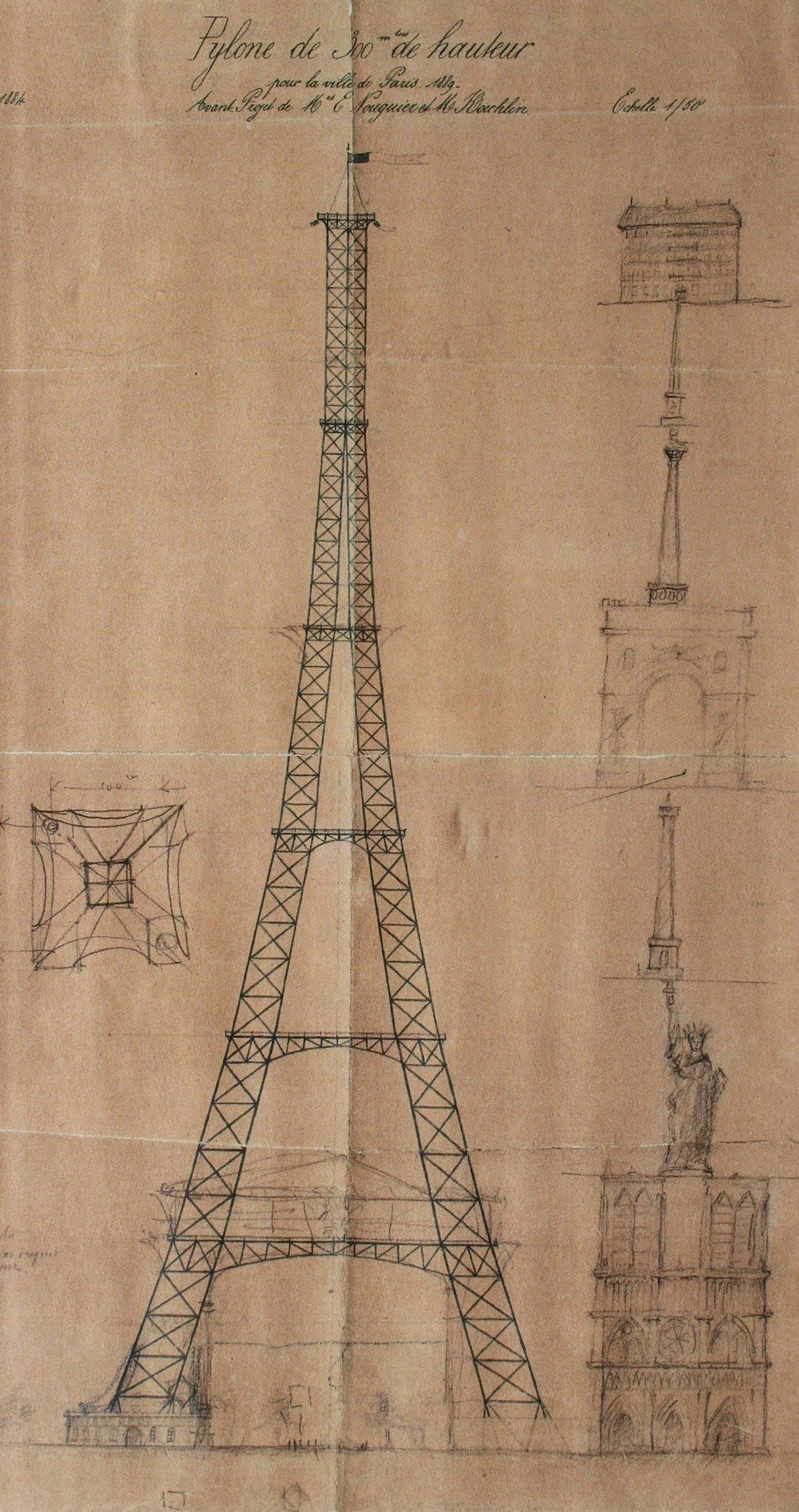
«300 Meter hoher Pfeiler» gez. 1884

Maurice Koechlin war Sohn von Jean Frédérique Koechlin, der eine Spinnerei betrieb. Die Familie Koechlin war eine angesehene Großbürger- und Industriellenfamilie, deren verschiedene Angehörige im elsässisch-nordschweizerischen Raum lebten und auch politische Verantwortung übernahmen: Mehrere Bürgermeister Mülhausens entstammten im 19. Jahrhundert dieser Familie. Maurice Koechlins Bruder René war ebenfalls als Ingenieur, im Wasser- und Kraftwerksbau tätig. Ein Cousin zweiten Grades war der Industrielle und Rennfahrer Paul, Cousins dritten Grades waren der Offizier und Politiker Carl, der Komponist Charles sowie der Mineraloge Rudolf Koechlin. Der Textil- und Eisenbahnunternehmer André Koechlin war ein Großonkel Maurice Koechlins.
In Mülhausen besuchte Maurice Koechlin das Lycée. Er schrieb sich dann zum Studium an der damals noch jungen Eidgenössischen Technischen Hochschule (ETH) – damals noch unter dem Namen Polytechnikum – in Zürich für ein Studium der Ingenieurwissenschaften ein. Dort traf er auf den Hochschullehrer Karl Culmann, der seine berufliche Zukunft als Ingenieur entscheidend prägte.
1877 beendete er sein Studium als Jahrgangsbester. Er trat als Ingenieur in die Eisenbahngesellschaft Chemins de fer de l’Est ein. Zwei Jahre später wechselte er zum Büro von Gustave Eiffel, wo er zum leitenden Ingenieur wurde. Eine der ersten Arbeiten war die Mitarbeit an der Maria-Pia-Brücke, einer Stahlfachwerk-Bogenbrücke über den Douro, die von Théophile Seyrig, dem damaligen Partner von Eiffel entworfen worden war.
Nach dem gleichen Prinzip, aber technisch verfeinert wurde der Garabit-Viadukt, der eine Eisenbahnverbindung in den Süden Frankreichs ermöglichen sollte, von Koechlin geplant und von Eiffels Firma ausgeführt (1879–1884). Der Viadukt führt über eine 120 Meter tiefe Schlucht der Truyère in der Auvergne.
Wenig bekannt ist, dass die Firma Eiffel und damit Koechlin an der Freiheitsstatue des Bildhauers Frédéric-Auguste Bartholdi beteiligt waren: Die tragende Unterkonstruktion wurde von Koechlin entworfen (1881–1886).
Das wichtigste Projekt wurde der Eiffelturm, dessen Konstruktionsidee und statische Berechnungen von Koechlin stammten, die aber Eiffel als eigenen Beitrag zur Weltausstellung von 1889 zum 100-jährigen Jubiläum der französischen Revolution präsentierte. Ohne Koechlin gäbe es den Eiffelturm nicht.
Als Eiffel sich 1893 nach dem Debakel mit den Schleusen beim Panamakanal und dem Zusammensturz seiner Eisenbahnbrücke bei Münchenstein in der Schweiz entnervt aus der Firma zurückzog, führte Koechlin den Betrieb bis 1940 weiter. Die letzten Jahre zog er sich in sein Haus in Veytaux am Genfersee zurück, wo er im Alter von 89 Jahren starb.
Maurice Koechlin war Offizier der französischen Ehrenlegion.